# Campeonato Europeo de Tiro con Arco al Aire Libre de 2002
El XVII Campeonato Europeo de Tiro con Arco al Aire Libre se celebró en Oulu (Finlandia) entre el 22 y el 27 de julio de 2002 bajo la organización de la Unión Europea de Tiro con Arco (WAE) y la Federación Finlandesa de Tiro con Arco.

## Resultados

### Masculino
| Evento                    | Oro                                                                   | Plata                                                               | Bronce                                                      |
| ------------------------- | --------------------------------------------------------------------- | ------------------------------------------------------------------- | ----------------------------------------------------------- |
| Arco recurvo individual   | Michele Frangilli · Italia                                            | Balzhinima Tsyrempilov · Rusia                                      | Ilario Di Buò · Italia                                      |
| Arco recurvo por equipo   | Jocelyn de Grandis Olivier Tavernier Lionel Torres Francia            | Wietse van Alten · Ron van der Hoff · Pieter Custers · Países Bajos | Michele Frangilli · Marco Galiazzo · Ilario Di Buò · Italia |
| Arco compuesto individual | Michele Palumbo · Italia                                              | Björn Andersson · Suecia                                            | Fred van Zutphen · Países Bajos                             |
| Arco compuesto por equipo | Guido van den Bosch · Fred van Zutphen · Peter Elzinga · Países Bajos | Rajko Ušaj Dejan Sitar Tevž Grögl Eslovenia                         | Jean-Marc Beaud Denis Vanez Stephane Sauvignan Francia      |

### Femenino
| Evento                    | Oro                                                               | Plata                                                                  | Bronce                                                          |
| ------------------------- | ----------------------------------------------------------------- | ---------------------------------------------------------------------- | --------------------------------------------------------------- |
| Arco recurvo individual   | Natalia Valeeva · Italia                                          | Derya Sarıaltın Turquía                                                | Justyna Mospinek · Polonia                                      |
| Arco recurvo por equipo   | Margarita Galinovskaya · Yelena Dostai · Natalia Bolotova · Rusia | Justyna Mospinek · Iwona Marcinkiewicz · Wioleta Myszor · Polonia      | Kateryna Serdiuk · Olena Sadovnycha · Kateryna Paleja · Ucrania |
| Arco compuesto individual | Anna-Liisa Tuuttu · Finlandia                                     | Petra Dortmund · Alemania                                              | Giorgia Solato · Italia                                         |
| Arco compuesto por equipo | Sofia Goncharova · Anna Bologova · Oktiabrina Bolotova · Rusia    | Anna-Liisa Tuuttu · Anne Laurila · Sirkka Sokka-Matikainen · Finlandia | Valérie Fabre Sandrine Vandionant Catherine Deburck Francia     |

## Medallero
| Núm. | País         | Oro | Plata | Bronce | Total |
| ---- | ------------ | --- | ----- | ------ | ----- |
| 1    | Italia       | 3   | 0     | 3      | 6     |
| 2    | Rusia        | 2   | 1     | 0      | 3     |
| 3    | Países Bajos | 1   | 1     | 1      | 3     |
| 4    | Finlandia    | 1   | 1     | 0      | 2     |
| 5    | Francia      | 1   | 0     | 2      | 3     |
| 6    | Polonia      | 0   | 1     | 1      | 2     |
| 7    | Alemania     | 0   | 1     | 0      | 1     |
| 7    | Eslovenia    | 0   | 1     | 0      | 1     |
| 7    | Suecia       | 0   | 1     | 0      | 1     |
| 7    | Turquía      | 0   | 1     | 0      | 1     |
| 11   | Ucrania      | 0   | 0     | 1      | 1     |
|      | TOTAL        | 8   | 8     | 8      | 24    |